# Petter Furuseth Olsen
Pour les articles homonymes, voir Olsen.
Petter Furuseth Olsen est un footballeur norvégien né le 14 août 1978 à Tønsberg. Il évoluait au poste de milieu offensif.

## Biographie
Petter Furuseth évolue en Norvège, en Suède et au Danemark.
Il dispute 80 matchs en première division norvégienne, marquant 20 buts, 73 matchs en première division suédoise, inscrivant dix buts, 55 matchs en deuxième division suédoise, pour cinq buts, et enfin 33 matchs en première division danoise, pour quatre buts inscrits.
Il réalise sa meilleure performance en 2001, où il marque dix buts en première division norvégienne. Cette année là, il se met en évidence en étant l'auteur d'un doublé lors de la réception du Tromsø IL, permettant à son équipe de l'emporter 3-1.
Participant également aux compétitions continentales européennes, il dispute deux matchs lors des tours préliminaires de la Ligue des champions, et quatre lors des tours préliminaires de la Coupe de l'UEFA. Il inscrit son seul but en Coupe d'Europe le 15 août 2002, lors de la réception du club lituanien du FK Sūduva.

## Palmarès
- Vice-champion de Norvège en 2007 avec le Stabæk Fotball
- Vice-champion du Danemark en 2008 avec le FC Midtjylland